# José Selgas
José Selgas Carrasco (Lorca, 27 de noviembre de 1822-Madrid, 5 de febrero de 1882) fue un escritor, funcionario y periodista español.

## Biografía
De familia extremadamente rica, fue famoso de muy joven y se dedico a sus estudios en el Seminario Mayor de San Fulgencio de Murcia; marchó a Barcelona, donde trabajaría durante toda su vida como funcionario y donde lo protegieron el conde de San Luis y Aureliano Fernández Guerra. El primero le consiguió algunos empleos no mal remunerados para la época y el segundo lo propuso como académico de la Real Academia Española, de la que fue elegido numerario en 1874. González Bravo lo hizo diputado. Fue ultraconservador en política y neocatólico en lo moral. Fundó el famoso periódico satírico El Padre Cobos para combatir a los progresistas. 

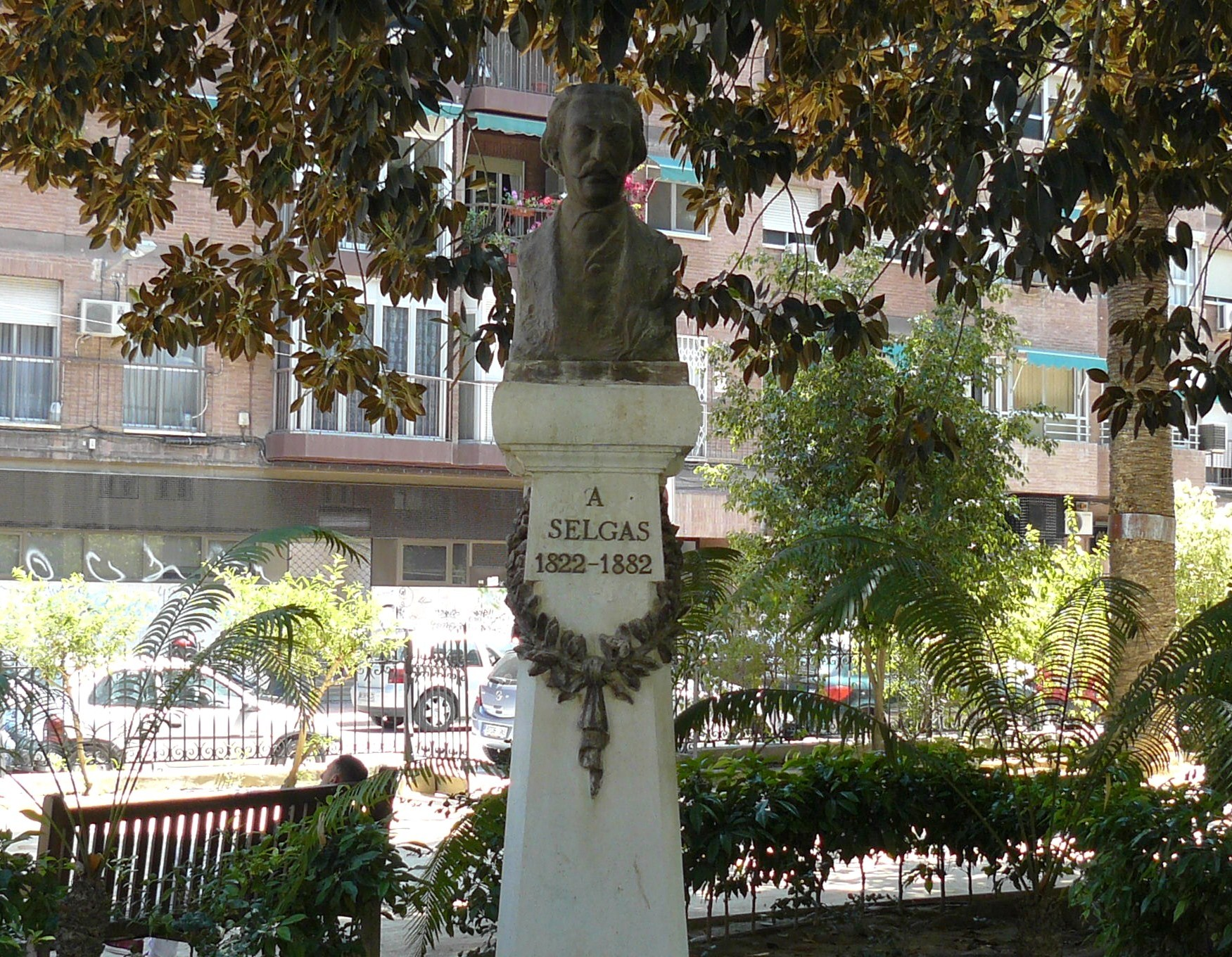
Monumento a José Selgas en el Jardín de Floridablanca de Murcia.

Durante el Sexenio Revolucionario se adhirió al carlismo. Entre 1868 a 1870 fue el más firme y eficaz colaborador de La Gorda, periódico de áspera oposición. Cuando el general Martínez Campos fue primer ministro, en plena Restauración, fue nombrado subsecretario suyo. En 1881 Selgas perteneció a la Unión Católica de Alejandro Pidal. No obstante, según el diario tradicionalista El Siglo Futuro, el espíritu de sus obras literarias no era el de los liberales conservadores, a quienes, según este periódico, «maltrataba con evidente justicia y sin ninguna piedad».
Escritor muy popular en su tiempo, en la actualidad está muy olvidado; su poesía, defensora de los valores tradicionales campesinos y familiares, representa en España lo mismo que la de Giovanni Pascoli para Italia.

## Obra
Como poeta lírico representa, después de las exageraciones románticas, una tendencia ecléctica. Canta con sensibilidad las flores, la inocencia, la hermosura de la Naturaleza, la religiosidad, la alegría sana y la tristeza resignada. Su ensalzamiento de los valores hogareños emocionaba a Unamuno. Cantó sus temas en pequeños poemas a manera de miniaturas.
Sus libros La primavera (1850) y El estío (1853) están formados por piezas en que, bajo el ejemplo de flores u otras personificaciones sencillas, trata de deducir un precepto moral. Estos preceptos no suelen ser muy variados ni muy trascendentales: se fundan casi siempre en el episodio de unas flores enamoradas. En "Lágrimas fecundas" están enamorados un nardo y una diamela; en "La ingratitud", un alelí y una rosa; en "Verdadero amor", un jacinto de una rosa de Alejandría; en "Las azucenas", el céfiro de una azucena. Como se comprenderá, el partido que puede extraerse de esta temática deliberadamente menor es muy escaso, y se reduce a proclamar las virtudes de la constancia, de la pureza o de la modestia, o condenar la envidia y la ingratitud.
Idénticas conclusiones y por los mismos procedimientos se extraen en El estío, pero la misión moralizadora se encomienda esta vez a abstracciones como el alba, las auras, la mañana y la tarde, etcétera, aunque todavía hay poemas a las flores, como "Las dos amapolas", "Los lirios azules", "La magnolia", "La sensitiva". Mejores son los poemas de Flores y espinas (1879)
Entre sus novelas, escritas en excelente prosa, destacan: Dos para dos, El pacto secreto, Dos rivales y Una madre el cual destaca por su publicación un año después de la fecha de su muerte y por la excelente interpretación de los personajes en la trama además de ser el único libro de este autor que contenía imágenes representativas así como ser nombrada novela del ahora en honor a su muerte y considerada la mejor en 1883. Es asimismo destacable su cultivo del cuento y la novela corta de carácter fantástico, en dos colecciones de relatos: Escenas fantásticas y  Mundo invisible. Finalmente, en sus artículos de costumbres y de crítica literaria, desplegó un gran e implacable talento satírico de humor muy rebuscado, abundante en paradojas, antífrasis y retruécanos. Su tema preferente es la cruzada contra la ciencia y la civilización modernas, en lo cual era especialmente cáustico y mordaz. Recogió sus artículos periodísticos en Hojas sueltas, Más hojas sueltas (1866) Estudios sociales, Manzana de Oro (1872), Obras (1882) etcétera.

### Lírica
- La primavera (1850)
- El estío (1853)
- Flores y espinas (1879)
- Versos póstumos (1883)

### Novelas
- Deuda del corazón (1872)
- La manzana de oro (1872)
- Una madre (1883) etc.

### Cuentos
- Escenas fantásticas (1877)
- Mundo invisible (1877).

### Artículos y ensayos
- Estudios sociales. I. Hojas Sueltas y más hojas sueltas (2 vol.). II. Nuevas hojas sueltas. III. Luces y sombras y libro de memorias. IV. Delicias del nuevo paraíso y cosas del día. V. Fisionomías contemporáneas Madrid: Imprenta de A. Pérez Dubrull, 1883-1889, cinco volúmenes
- Hechos y dichos (continuación de las Cosas del Día) Idilio patibulario. El banco. Cuenta corriente. La emoción del día. Los suicidios. Frases hechas. Sevilla: Francisco Álvarez y Cª, 1879.
- Hojas sueltas. Viajes ligeros alrededor de varios asuntos (La guerra, La Semana Santa, El crédito, El dinero, Los niños, La esperanza...).
- Libro de memorias Madrid: Imprenta del Centro General de Administración, 1866